# Франсуа Амегас
Франсуа Амегас (фр. François Amégasse, нар. 10 жовтня 1965) — габонський футболіст, що грав на позиції захисника за декілька габонських клубних команд, а також за національну збірну країни. Зі 111 провединими іграми посідає друге місце у рейтингу гравців габонської збірної за кількістю проведених у її складі матчів.
По завершенні ігрової кар'єри — спортивний функціонер.

## Клубна кар'єра
У дорослому футболі дебютував 1983 року виступами за команду «Согара».
Згодом у середині 1990-х захищав кольори «Мбілінги», а пізніше до 2000 року був гравцем «Петроспорта».

## Виступи за збірну
1984 року дебютував в офіційних матчах у складі національної збірної Габону.
У складі збірної був учасником Кубка африканських націй 1994 в Тунісі, Кубка африканських націй 1996 в ПАР, а також Кубка африканських націй 2000 в Гані та Нігерії.
Загалом протягом кар'єри в національній команді, яка тривала 17 років, провів у її формі 111 матчів, забивши 9 голів.

## Кар'єра функціонера
20 вересня 2018 року був призначений генеральним менеджером національної збірної Габону.
| Дата       | Місто           | Господарі                        | Результат          | Гості                            | Турнір                                               | Голи | Примітки |
| ---------- | --------------- | -------------------------------- | ------------------ | -------------------------------- | ---------------------------------------------------- | ---- | -------- |
| 13-11-1984 | Кіншаса         | Заїр                             | 2 – 0              | Габон                            | Відбір до Кубка африканських націй 1986              | -    |          |
| 25-11-1984 | Лібревіль       | Габон                            | 1 – 1              | Заїр                             | Відбір до Кубка африканських націй 1986              | -    |          |
| 07-12-1985 | Лібревіль       | Габон                            | 1 – 0              | Республіка Конго                 | Кубок УДЕАК 1985                                     | -    |          |
| 11-12-1985 | Лібревіль       | Габон                            | 4 – 0              | Центральноафриканська Республіка | Кубок УДЕАК 1985                                     | -    |          |
| 19-12-1985 | Лібревіль       | Габон                            | 3 – 0              | Республіка Конго                 | Кубок УДЕАК 1985 - Фінал                             | -    |          |
| 22-01-1986 | Лібревіль       | Габон                            | 0 – 1              | Сенегал                          | товариський матч                                     | -    |          |
| 05-10-1986 | Луанда          | Ангола                           | 1 – 0              | Габон                            | Відбір до Кубка африканських націй 1988              | -    |          |
| 19-10-1986 | Лібревіль       | Габон                            | 1 – 0 (3 - 5 п.п.) | Ангола                           | Відбір до Кубка африканських націй 1988              | -    |          |
| 10-12-1986 | Малабо          | Габон                            | 1 – 0              | Республіка Конго                 | Кубок УДЕАК 1986                                     | -    |          |
| 14-12-1986 | Малабо          | Габон                            | 1 – 0              | Центральноафриканська Республіка | Кубок УДЕАК 1986                                     | -    |          |
| 08-04-1987 | Лібревіль       | Габон                            | 1 – 0              | Кот-д'Івуар                      | товариський матч                                     | -    |          |
| 20-04-1987 | Браззавіль      | Габон                            | 0 – 2              | Камерун                          | Центральноафриканські ігри 1987                      | -    |          |
| 27-04-1987 | Браззавіль      | Габон                            | 0 – 1              | Ангола                           | Центральноафриканські ігри 1987 - півфінал           | -    |          |
| 29-04-1987 | Браззавіль      | Габон                            | 2 – 3 д.ч.         | Республіка Конго                 | Центральноафриканські ігри 1987 - матч за 3-тє місце | -    |          |
| 09-12-1987 | Нджамена        | Центральноафриканська Республіка | 1 – 1              | Габон                            | Кубок УДЕАК 1987                                     | -    |          |
| 16-12-1987 | Нджамена        | Габон                            | 0 – 1              | Камерун                          | Кубок УДЕАК 1987 - півфінал                          | -    |          |
| 18-12-1987 | Нджамена        | Екваторіальна Гвінея             | 0 – 0              | Габон                            | Кубок УДЕАК 1987 - матч за 3-тє місце                | -    |          |
| 09-10-1988 | Лібревіль       | Габон                            | 3 – 0              | Буркіна-Фасо                     | Відбір до Кубка африканських націй 1990              | -    |          |
| 23-10-1988 | Уагадугу        | Буркіна-Фасо                     | 1 – 0              | Габон                            | Відбір до Кубка африканських націй 1990              | -    |          |
| 23-11-1988 | Лібревіль       | Габон                            | 4 – 0              | Малі                             | товариський матч                                     | 1    | 32'      |
| 30-11-1988 | Яунде           | Камерун                          | 0 – 0              | Габон                            | Кубок УДЕАК 1988                                     | -    |          |
| 06-12-1988 | Яунде           | Габон                            | 0 – 0 (5 - 3 п.п.) | Центральноафриканська Республіка | Кубок УДЕАК 1988 -півфінал                           | -    |          |
| 08-12-1988 | Яунде           | Габон                            | 1 – 0              | Камерун                          | Кубок УДЕАК 1988 - Фінал                             | -    |          |
| 03-01-1989 | Лібревіль       | Габон                            | 2 – 3              | Туніс                            | товариський матч                                     | -    |          |
| 07-01-1989 | Енугу           | Нігерія                          | 1 – 0              | Габон                            | Відбір до ЧС 1990                                    | -    |          |
| 22-01-1989 | Лібревіль       | Габон                            | 1 – 3              | Камерун                          | Відбір до ЧС 1990                                    | -    |          |
| 09-04-1989 | Лібревіль       | Габон                            | 1 – 0              | Гана                             | Відбір до Кубка африканських націй 1990              | -    |          |
| 23-04-1989 | Аккра           | Гана                             | 1 – 0 (5 - 3 п.п.) | Габон                            | Відбір до Кубка африканських націй 1990              | -    |          |
| 04-06-1989 | Лібревіль       | Габон                            | 0 – 0              | Заїр                             | товариський матч                                     | -    |          |
| 11-06-1989 | Луанда          | Ангола                           | 2 – 0              | Габон                            | Відбір до ЧС 1990                                    | -    |          |
| 25-06-1989 | Лібревіль       | Габон                            | 2 – 1              | Нігерія                          | Відбір до ЧС 1990                                    | -    |          |
| 06-07-1989 | Блантайр        | Малаві                           | 2 – 0              | Габон                            | товариський матч                                     | -    |          |
| 07-07-1989 | Блантайр        | Габон                            | 1 – 0              | Мозамбік                         | товариський матч                                     | -    |          |
| 16-07-1989 | Лусака          | Замбія                           | 3 – 0              | Габон                            | Відбір до Кубка африканських націй 1990              | -    |          |
| 30-07-1989 | Лібревіль       | Габон                            | 2 – 1              | Замбія                           | Відбір до Кубка африканських націй 1990              | 1    | 43'      |
| 19-08-1990 | Лібревіль       | Габон                            | 1 – 0              | Уганда                           | Відбір до Кубка африканських націй 1992              | -    |          |
| 01-09-1990 | Дар-ес-Салам    | Танзанія                         | 0 – 0              | Габон                            | Відбір до Кубка африканських націй 1992              | -    |          |
| 14-04-1991 | Кіншаса         | Заїр                             | 2 – 1              | Габон                            | Відбір до Кубка африканських націй 1992              | -    |          |
| 28-04-1991 | Кампала         | Уганда                           | 0 – 0              | Габон                            | Відбір до Кубка африканських націй 1992              | -    |          |
| 07-07-1991 | Лібревіль       | Габон                            | 0 – 1              | Гана                             | товариський матч                                     | -    |          |
| 14-07-1991 | Лібревіль       | Габон                            | 1 – 0              | Танзанія                         | Відбір до Кубка африканських націй 1992              | -    |          |
| 28-07-1991 | Лібревіль       | Габон                            | 0 – 0              | Заїр                             | Відбір до Кубка африканських націй 1992              | -    |          |
| 14-06-1992 | Лібревіль       | Габон                            | 1 – 0              | Того                             | товариський матч                                     | -    |          |
| 21-06-1992 | Лібревіль       | Габон                            | 0 – 1              | Бурунді                          | товариський матч                                     | -    |          |
| 16-08-1992 | Лібревіль       | Габон                            | 0 – 0              | Камерун                          | Відбір до Кубка африканських націй 1994              | -    |          |
| 30-08-1992 | Ніамей          | Нігер                            | 1 – 3              | Габон                            | Відбір до Кубка африканських націй 1994              | -    |          |
| 04-10-1992 | Лібревіль       | Габон                            | 1 – 0              | Чад                              | товариський матч                                     | -    |          |
| 11-10-1992 | Лібревіль       | Габон                            | 3 – 1              | Мозамбік                         | Відбір до ЧС 1994                                    | -    |          |
| 19-12-1992 | Лібревіль       | Габон                            | 3 – 2              | Сенегал                          | Відбір до ЧС 1994                                    | 1    | 36'      |
| 02-01-1993 | Лібревіль       | Габон                            | 1 – 1 (3 - 5 п.п.) | Буркіна-Фасо                     | товариський матч                                     | 1    | 44'      |
| 03-01-1993 | Лібревіль       | Габон                            | 2 – 3              | Гана                             | товариський матч                                     | 1    | 12'      |
| 17-01-1993 | Матола          | Мозамбік                         | 1 – 1              | Габон                            | Відбір до ЧС 1994                                    | -    | 16'      |
| 27-02-1993 | Дакар           | Сенегал                          | 1 – 0              | Габон                            | Відбір до ЧС 1994                                    | -    |          |
| 11-04-1993 | Лібревіль       | Габон                            | 2 – 0              | Бенін                            | Відбір до Кубка африканських націй 1994              | -    |          |
| 25-04-1993 | Яунде           | Камерун                          | 0 – 0              | Габон                            | Відбір до Кубка африканських націй 1994              | -    |          |
| 04-07-1993 | Лібревіль       | Габон                            | 0 – 2              | Малі                             | товариський матч                                     | -    |          |
| 11-07-1993 | Лібревіль       | Габон                            | 3 – 0              | Нігер                            | товариський матч                                     | -    |          |
| 25-07-1993 | Котону          | Бенін                            | 1 – 2              | Габон                            | Відбір до Кубка африканських націй 1994              | -    |          |
| 01-10-1993 | Бонней-сюр-Марн | Марокко                          | 1 – 0              | Габон                            | товариський матч                                     | -    |          |
| 06-10-1993 | Брюссель        | Бельгія                          | 2 – 1              | Габон                            | товариський матч                                     | -    |          |
| 05-11-1993 | Туніс           | Туніс                            | 4 – 0              | Габон                            | товариський матч                                     | -    |          |
| 07-11-1993 | Туніс           | Габон                            | 1 – 2              | Мальта                           | товариський матч                                     | -    |          |
| 27-02-1994 | Моанда          | Габон                            | 0 – 0              | Сенегал                          | товариський матч                                     | -    |          |
| 26-03-1994 | Туніс           | Нігерія                          | 3 – 0              | Габон                            | Кубок африканських націй 1994                        | -    |          |
| 28-03-1994 | Туніс           | Єгипет                           | 4 – 0              | Габон                            | Кубок африканських націй 1994                        | -    | 59'      |
| 13-11-1994 | Лібревіль       | Габон                            | 3 – 0              | Маврикій                         | Відбір до Кубка африканських націй 1996              | 1    | 26'      |
| 20-11-1994 | Лібревіль       | Габон                            | 2 – 1              | Замбія                           | Відбір до Кубка африканських націй 1996              | -    |          |
| 02-04-1995 | Лібревіль       | Габон                            | 7 – 0              | Бенін                            | товариський матч                                     | 1    | 7'       |
| 08-04-1995 | Лусака          | Замбія                           | 1 – 0              | Габон                            | Відбір до Кубка африканських націй 1996              | -    |          |
| 04-06-1995 | Кьюрпайп        | Маврикій                         | 0 – 3              | Габон                            | Відбір до Кубка африканських націй 1996              | -    |          |
| 22-10-1995 | Лібревіль       | Габон                            | 1 – 0              | Сьєрра-Леоне                     | товариський матч                                     | -    |          |
| 28-11-1995 | Лібревіль       | Габон                            | 0 – 2              | Кот-д'Івуар                      | товариський матч                                     | -    |          |
| 30-11-1995 | Лібревіль       | Габон                            | 2 – 1              | Алжир                            | товариський матч                                     | -    |          |
| 02-12-1995 | Лібревіль       | Габон                            | 0 – 0 (1 - 3 п.п.) | Камерун                          | товариський матч                                     | -    |          |
| 22-12-1995 | Уагадугу        | Буркіна-Фасо                     | 2 – 5              | Габон                            | товариський матч                                     | -    |          |
| 27-12-1995 | Бамако          | Малі                             | 1 – 2              | Габон                            | товариський матч                                     | -    |          |
| 11-01-1996 | Мапуту          | Мозамбік                         | 1 – 0              | Габон                            | товариський матч                                     | -    |          |
| 16-01-1996 | Дурбан          | Габон                            | 1 – 2              | Ліберія                          | Кубок африканських націй 1996                        | -    |          |
| 19-01-1996 | Дурбан          | Габон                            | 2 – 0              | ДР Конго                         | Кубок африканських націй 1996                        | -    |          |
| 28-01-1996 | Дурбан          | Габон                            | 1 – 1 (1 - 4 п.п.) | Туніс                            | Кубок африканських націй 1996 - чвертьфінал          | -    |          |
| 02-06-1996 | Лобамба         | Есватіні                         | 0 – 1              | Габон                            | Відбір до ЧС 1998                                    | -    |          |
| 16-06-1996 | Лібревіль       | Габон                            | 2 – 0              | Есватіні                         | Відбір до ЧС 1998                                    | -    |          |
| 29-09-1996 | Лібревіль       | Габон                            | 1 – 1              | Малі                             | товариський матч                                     | -    |          |
| 03-11-1996 | Ломе            | Того                             | 0 – 1              | Габон                            | товариський матч                                     | -    |          |
| 10-11-1996 | Лібревіль       | Габон                            | 1 – 1              | Гана                             | Відбір до ЧС 1998                                    | -    |          |
| 20-12-1996 | Котону          | Буркіна-Фасо                     | 1 – 1              | Габон                            | товариський матч                                     | -    |          |
| 22-12-1996 | Котону          | Бенін                            | 3 – 3              | Габон                            | товариський матч                                     | 1    | 28'      |
| 25-12-1996 | Котону          | Гана                             | 1 – 1              | Габон                            | товариський матч                                     | -    |          |
| 11-01-1997 | Фрітаун         | Сьєрра-Леоне                     | 1 – 0              | Габон                            | Відбір до ЧС 1998                                    | -    |          |
| 25-01-1997 | Найробі         | Кенія                            | 1 – 0              | Габон                            | Відбір до Кубка африканських націй 1998              | -    |          |
| 22-02-1997 | Віндгук         | Намібія                          | 1 – 1              | Габон                            | Відбір до Кубка африканських націй 1998              | -    |          |
| 30-03-1997 | Лібревіль       | Габон                            | 2 – 1              | Того                             | товариський матч                                     | -    |          |
| 06-04-1997 | Лібревіль       | Габон                            | 0 – 4              | Марокко                          | Відбір до ЧС 1998                                    | -    |          |
| 27-04-1997 | Аккра           | Гана                             | 3 – 0              | Габон                            | Відбір до ЧС 1998                                    | -    |          |
| 22-06-1997 | Яунде           | Камерун                          | 2 – 2              | Габон                            | Відбір до Кубка африканських націй 1998              | -    |          |
| 13-07-1997 | Лібревіль       | Габон                            | 1 – 0              | Кенія                            | Відбір до Кубка африканських націй 1998              | -    |          |
| 27-07-1997 | Лібревіль       | Габон                            | 1 – 1              | Намібія                          | Відбір до Кубка африканських націй 1998              | -    |          |
| 17-08-1997 | Касабланка      | Марокко                          | 2 – 0              | Габон                            | Відбір до ЧС 1998                                    | -    |          |
| 02-08-1998 | Південна Кванза | Екваторіальна Гвінея             | 0 – 2              | Габон                            | Відбір до Кубка африканських націй 2000              | -    |          |
| 16-08-1998 | Лібревіль       | Габон                            | 3 – 0              | Екваторіальна Гвінея             | Відбір до Кубка африканських націй 2000              | -    |          |
| 04-10-1998 | Лібревіль       | Габон                            | 2 – 0              | Маврикій                         | Відбір до Кубка африканських націй 2000              | -    |          |
| 24-01-1999 | Луанда          | Ангола                           | 3 – 1              | Габон                            | Відбір до Кубка африканських націй 2000              | -    |          |
| 27-02-1999 | Преторія        | ПАР                              | 4 – 1              | Габон                            | Відбір до Кубка африканських націй 2000              | -    |          |
| 10-04-1999 | Лібревіль       | Габон                            | 1 – 0              | ПАР                              | Відбір до Кубка африканських націй 2000              | -    |          |
| 06-06-1999 | Лібревіль       | Габон                            | 3 – 1              | Ангола                           | Відбір до Кубка африканських націй 2000              | 1    | 79'      |
| 20-06-1999 | Лез-Авірон      | Маврикій                         | 2 – 2              | Габон                            | Відбір до Кубка африканських націй 2000              | -    | 67'      |
| 26-11-1999 | Лібревіль       | Габон                            | 0 – 0              | Того                             | товариський матч                                     | -    |          |
| 28-11-1999 | Лібревіль       | Габон                            | 3 – 2              | Буркіна-Фасо                     | товариський матч                                     | -    |          |
| 06-01-2000 | Каїр            | Єгипет                           | 4 – 0              | Габон                            | товариський матч                                     | -    |          |
| 23-01-2000 | Кумасі          | ПАР                              | 3 – 1              | Габон                            | Кубок африканських націй 2000                        | -    |          |
| 29-01-2000 | Кумасі          | Габон                            | 1 – 3              | Алжир                            | Кубок африканських націй 2000                        | -    |          |
| Усього     |                 | Матчів (2 місце)                 | 111                |                                  | Голів                                                | 9    |          |